# Revera
Revera (hrvaško: Veliki Školj) je nenaseljen otoček v Jadranskem morju. Pripada Hrvaški. Najbližje naselje je Funtana. Nahaja se nekoliko zahodno od rta Grget. V skladu z zakonom o otokih ter glede na demografske razmere in gospodarski razvoj je Veli Školj uvrščen v kategorijo majhnih, občasno naseljenih in nenaseljenih otokov in otočkov, za katere se sprejemajo programi trajnostnega razvoja otokov.
V državnem programu za zaščito in uporabo majhnih, občasno naseljenih in nenaseljenih otokov ter okoliškega morja Ministrstva za regionalni razvoj in sklade Evropske unije je otok uvrščen med otočke. Velik je 59.600 m2 in ima 909 m dolgo obalo. Veli Školj pripada občini Funtana.